# Nowa Aleksandria (album)
Nowa Aleksandria – debiutancka płyta zespołu Siekiera, wydana w 1986 roku, nakładem wydawnictwa Tonpress. Kompozytorem i autorem wszystkich utworów jest Tomasz Adamski. Realizacją nagrań zajął się Włodzimierz Kowalczyk. Album nagrano w studiu na Wawrzyszewie.
5 grudnia 1985 roku Siekiera podpisała z Tonpresem umowę dotyczącą nagrania materiału na debiutancki album. Ze względu na brak czasu i ograniczenia finansowe Nową Aleksandrię nagrano w niecałe dwa tygodnie. Według muzyków Siekiery Nowa Aleksandria była autorskim projektem Tomasza Adamskiego (sam Adamski przyznał, że reszta zespołu miała pewien wkład w powstanie płyty). Nowa Aleksandria ukazała się na rynku pod koniec 1986 roku.
W „Magazynie Perkusista” (7–8/2018) album znalazł się na 48. miejscu w rankingu „100 polskich płyt najważniejszych dla perkusistów”.

## Lista utworów
Strona A
1. „Idziemy przez las” – 3:45[4][5][6]
2. „Ludzie wschodu” – 4:17
3. „Bez końca” – 3:21
4. „Idziemy na skraj” – 3:25
5. „Na zewnątrz” – 6:00

Strona B
1. „Nowa Aleksandria” – 3:11
2. „To słowa” – 3:11
3. „Już blisko” – 2:42
4. „Tak dużo, tak mocno” – 4:00
5. „Czerwony pejzaż” – 4:44

### Lista utworów (wyd. Sonic 1992)
1. „Idziemy przez las” – 3:40[4][5][6]
2. „Ludzie wschodu” – 4:23
3. „Bez końca” – 3:21
4. „Idziemy na skraj” – 3:27
5. „Na zewnątrz” – 6:03
6. „Nowa Aleksandria” – 3:16
7. „To słowa” – 3:14
8. „Już blisko” – 2:45
9. „Tak dużo, tak mocno” – 4:02
10. „Czerwony pejzaż” – 4:46
11. „Misiowie puszyści” – 2:41 (bonus)
12. „Jest bezpiecznie” – 5:29 (bonus)
13. „Ja stoję, ja tańczę, ja walczę” – 5:11 (bonus)

### Lista utworów (wyd. MTJ 2012) edycja deluxe 2CD
CD 1 – Nowa Aleksandria
1. „Idziemy przez las” – 3:40[4][5][6]
2. „Ludzie wschodu” – 4:23
3. „Bez końca” – 3:21
4. „Idziemy na skraj” – 3:27
5. „Na zewnątrz” – 6:03
6. „Nowa Aleksandria” – 3:16
7. „To słowa” – 3:14
8. „Już blisko” – 2:45
9. „Tak dużo, tak mocno” – 4:02
10. „Czerwony pejzaż” – 4:46

CD 2 – Archiwalia
1. „Misiowie puszyści” – 2:41
2. „Jest bezpiecznie” – 5:29
3. „Ja stoję, ja tańczę, ja walczę” – 5:11
4. „Serce” – 4:30
5. „To słowa” (Jarocin ’85)
6. „Misiowie puszyści” (Jarocin ’85)
7. „Jest bezpiecznie” (Warszawa, Róbrege ’85)
8. "Instrumentalny" (Warszawa, Róbrege ’85)
9. „Bez końca” (Warszawa, Róbrege ’85)
10. „Misiowie puszyści” (Warszawa, Róbrege ’85)
11. „Ja stoję, ja tańczę, ja walczę” (Puławy, Dom Chemika, ’85 demo)
12. „To słowa” (Puławy, Dom Chemika, ’85 demo)
13. „Jest bezpiecznie” (Puławy, Dom Chemika, ’85 demo)
14. „Idziemy na skraj” (Puławy, Dom Chemika, ’85 demo)
15. „Misiowie puszyści” (Puławy, Dom Chemika, ’85 demo)

## Muzycy
- Tomasz Adamski – śpiew, gitara
- Dariusz Malinowski – śpiew, gitara basowa
- Paweł Młynarczyk – instrumenty klawiszowe
- Zbigniew Musiński – perkusja

## Wydania
1986 Tonpress SX-T 73; 38:36
1992 Sonic SON 9; 53:18
1999 Koch International 521552; 38:36
2003 MTJ MTJCD 10251; 38:36
2004 Tonpress CDT073; 53:18
2012 MTJ MTJCD 90241; (2 CD)